# Chlum (okres Rokycany)
Chlum je obec v okrese Rokycany v Plzeňském kraji. Leží zhruba 22 kilometrů severně od Rokycan a deset kilometrů severně od Radnic. Žije v ní 50 obyvatel.
K obci náleží též statek Hamouz asi jeden a tři čtvrtě kilometru severovýchodně, statek Sádky, vzdálený necelé dva kilometry východním směrem, hájenka na Prašném Újezdě asi dva a čtvrt kilometru jižně a bezmála 60 chat podél potoka Radubice a při pravém břehu Berounky. Převážná funkce obce je rekreační. Vedle uvedených chat slouží k rekreaci více než polovina ze 60 obytných objektů.

## Historie
První písemná zmínka o vsi pochází z roku 1379, kdy byl Chlum malým vladyckým statkem. Roku 1543 byla přikoupena ke Zvíkovci.

## Přírodní poměry
Obec leží na návrší nad strmým pravým břehem řeky Berounky, ve výšce 440 m n. m, jižně od vrcholu táhlého zalesněného kopce, dnes zvaného Hamouz (470 m). Své jméno vesnice získala pravděpodobně právě podle polohy na této vyvýšenině. Katastrální území obce z převážné části spadá do Přírodního parku Horní Berounka.
Na území obce byla již roku 1933 vyhlášena Národní přírodní rezervace Chlumská stráň – nejstarší chráněné území okresu Rokycany, s překrásnou vyhlídkou na údolí řeky Berounky Na Plazu, odkud lze přehlédnout velkou část toku řeky a severního Plzeňska. Jedná se o příkré svahy po pravé straně hluboce zaříznutého údolí Berounky v délce zhruba 3 km s dominantním vrcholem Hamouz a přilehlou část údolí potoka Radubice. Na rozloze 150,41 hektaru zde rostou přirozené smíšené suťové porosty se zastoupením tisu červeného. Od roku 2009 je Chlumská stráň prohlášena též evropsky významnou lokalitou soustavy Natura 2000.

## Obyvatelstvo
| Rok            | 1869 | 1880 | 1890 | 1900 | 1910 | 1921 | 1930 | 1950 | 1961 | 1970 | 1980 | 1991 | 2001 | 2011 | 2021 |
| -------------- | ---- | ---- | ---- | ---- | ---- | ---- | ---- | ---- | ---- | ---- | ---- | ---- | ---- | ---- | ---- |
| Počet obyvatel | 282  | 279  | 268  | 259  | 252  | 273  | 248  | 157  | 121  | 109  | 77   | 52   | 52   | 53   | 53   |
| Počet domů     | 50   | 53   | 51   | 53   | 55   | 55   | 54   | 73   | 39   | 36   | 30   | 54   | 57   | 55   | 57   |

## Obecní správa
Mezi lety 1869–1924 Chlum byl osadou městyse Zvíkovec v okrese Hořovice (1869–1890) a později v okrese Rokycany. V letech 1930–1980 byl obcí. Od 1. dubna 1980 do 23. listopadu 1990 patřil jako část obce k Mlečicím a od 24. listopadu 1990 je opět samostatnou obcí.

### Obecní symboly
Znak a vlajka byly obci uděleny rozhodnutím předsedy Poslanecké sněmovny Parlamentu České republiky dne 13. května 2003.

## Pamětihodnosti
Mezi památkově chráněné a významné stavby patří několik roubených chalup (např. čp. 31), špejchar z roku 1825, pseudobarokní kaplička zasvěcená svaté Ludmile a budova obecné školy rekonstruovaná na obecní úřad a pohostinství.

## Rodáci
- Klement Štícha (1933–2013), architekt, grafik, malíř, ilustrátor, keramik[11]